# Havasi fakókeselyű

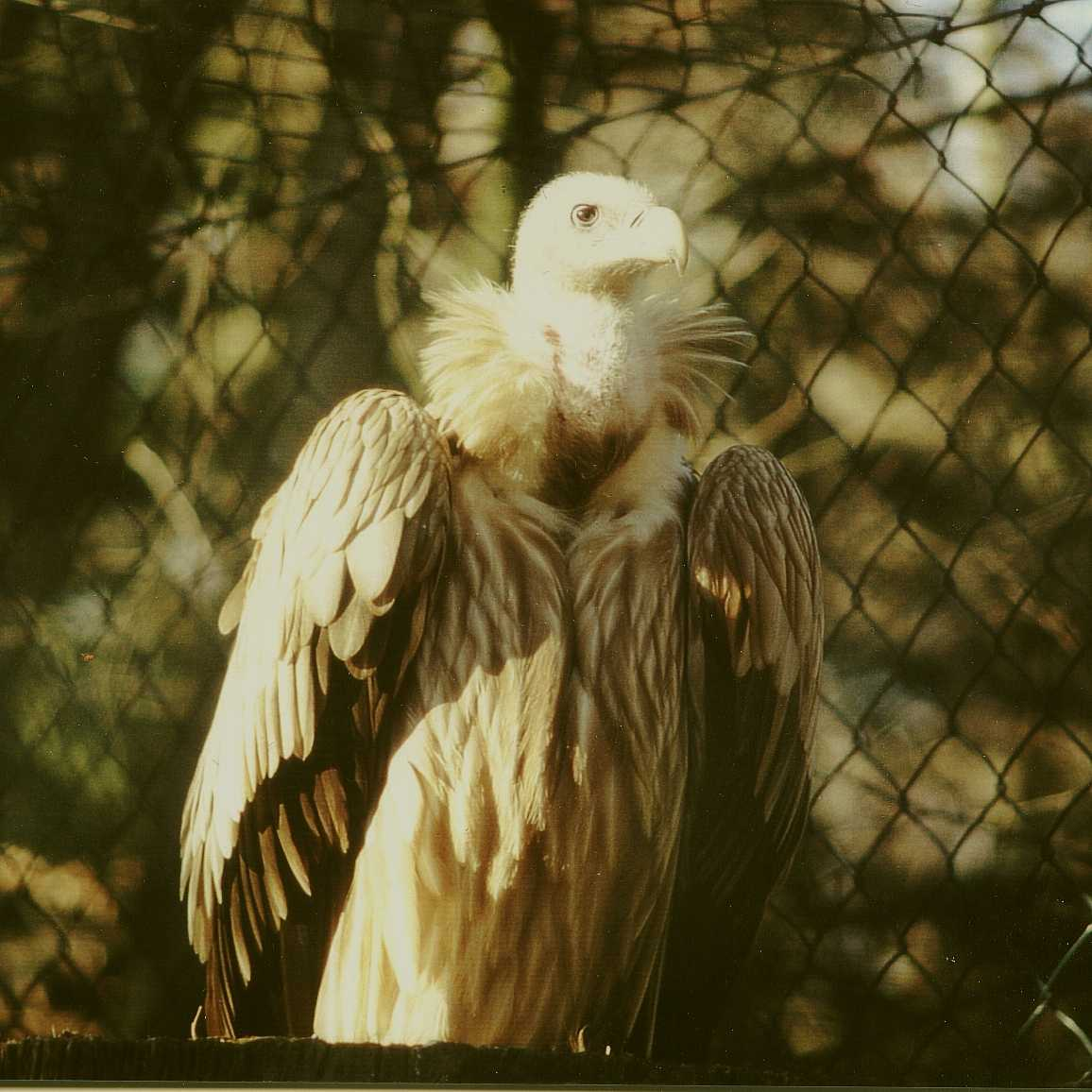

A havasi fakókeselyű, más néven himalájai keselyű (Gyps himalayensis) a vágómadár-alakúak (Accipitriformes) rendjébe, ezen belül a vágómadárfélék (Aegypiinae) családjába tartozó faj.

## Előfordulása
Közép-Ázsia hegységeiben, így Himalájában is honos, elterjedési területe Pakisztántól keletre Tibetig, északra Kazahsztánig tart.
Kifejezetten hegyvidéki madár, 600 és 3000 méter magasságban él.

## Megjelenése
Testhossza 100–125 centiméter, szárnyfesztávolsága 260–310 centiméter, testtömege pedig 8–12 kilogramm közötti. A Gyps nembe sorolt keselyű közül ez a faj nő a legnagyobbra. Hasonlít a kisebb és sötétebb fakó keselyűre, de hátának színe a fehérestől a világos homokszínűig terjed, hasa egészen halványnak látszik, farka fekete. Viszonylag hosszú nyakát, rövid, fehéres, piheszerű tollak borítják; hosszú nyakgallérja világosbarna tollakból áll, amelyek fehér csíkosak.

## Életmódja
Nappal aktív, ekkor keresi a levegőben körözve táplálékát. Röpte jellegzetes, szárnyverdesés nélküli keringés. Éles látásának köszönhetően nagy távolságokból képes rátalálni a táplálékául szolgáló elhullott állattetemekre. Kizárólag dögökkel táplálkozik. Mint a nagy keselyűknek általában, ennek sincs hangja, bár néha morgásszerű hangot és hívásként sziszegést tud hallatni.

## Szaporodása
Nagy fészkét sziklapárkányokra építi, gyakran több egyed laza kolóniában egymás közelében fészkel. Fészkelő és pihenőhelyeit a fehér ürüléknyomok alapján már messziről fel lehet ismerni. Fészekalja 1 tojásból áll. A kikelő fiókát a szülőpár közösen neveli fel.

## Folklór

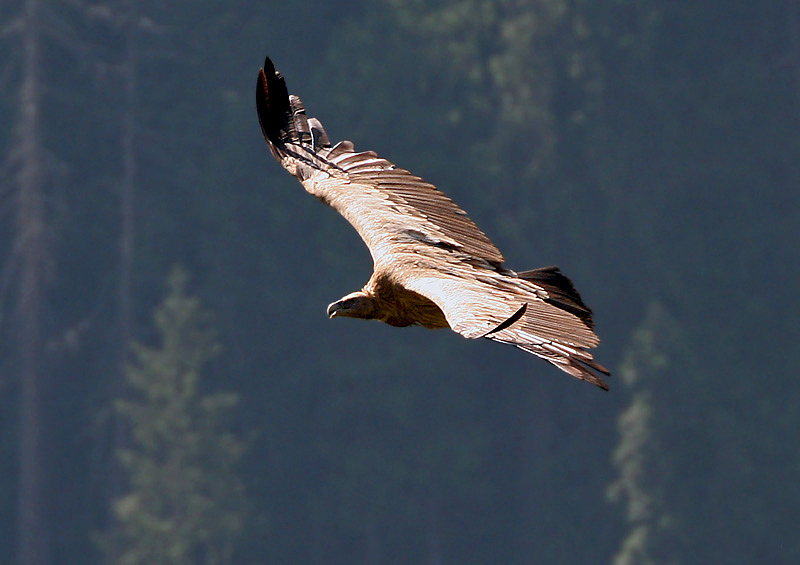
Röpkép

A havasi fakókeselyű igen fontos szerepet játszik a tibeti kultúrtörténetben. Az év nagy részében fagyott földbe ugyanis lehetetlen a halottakat eltemetni. Hasonló nehézséget jelent az elégetés, mivel az éghető fa ritka.
Az otthon zajló temetési szertartás után ezért a halott testét átvette egy „elhelyező”, akinek az volt a feladata, hogy a testet megetesse a keselyűkkel, biztosítva azt, hogy minden darab elfogyjon. 
A keselyűk és sólymok elfogyasztották a húst, majd a szakállas saskeselyűk eltüntették a csontokat.
A buddhista hit szerint kulcsfontosságú a lélek újjászületése szempontjából, hogy a korábbi test megsemmisüljön. A leírt eljárást még ma is gyakorolják, bár kisebb mértékben, mint korábban.